# Dalbergia bignonae
Dalbergia bignonae là một loài thực vật có hoa trong họ Đậu. Loài này được Berhaut miêu tả khoa học đầu tiên.